# Batista Mendy
Batista Mendy (Saint-Nazaire, 12 de enero del 2000) es un futbolista francés de origuen Bisauguineano que juega de centrocampista en el Trabzonspor de la Superliga de Turquía.

## Trayectoria
Mendy comenzó su carrera deportiva en el F. C. Nantes, con el que debutó en la Ligue 1 el 13 de septiembre de 2020, en un partido frente al A. S. Mónaco.

## Selección nacional
Mendy fue internacional sub-16, sub-17, sub-18 y sub-19 con la selección de fútbol de Francia.

## Clubes
Actualizado a 23 de mayo de 2024.
| Club              | País          | Año           | PJ  | G |
| ----------------- | ------------- | ------------- | --- | - |
| F. C. Nantes "II" | Francia       | 2018-2020     | 43  | 0 |
| F. C. Nantes      | Francia       | 2020-2021     | 3   | 0 |
| Angers S. C. O.   | Francia       | 2021-2023     | 76  | 1 |
| Trabzonspor       | Turquía       | 2023-act.     | 38  | 1 |
| Total carrera     | Total carrera | Total carrera | 160 | 2 |